# Overland Route

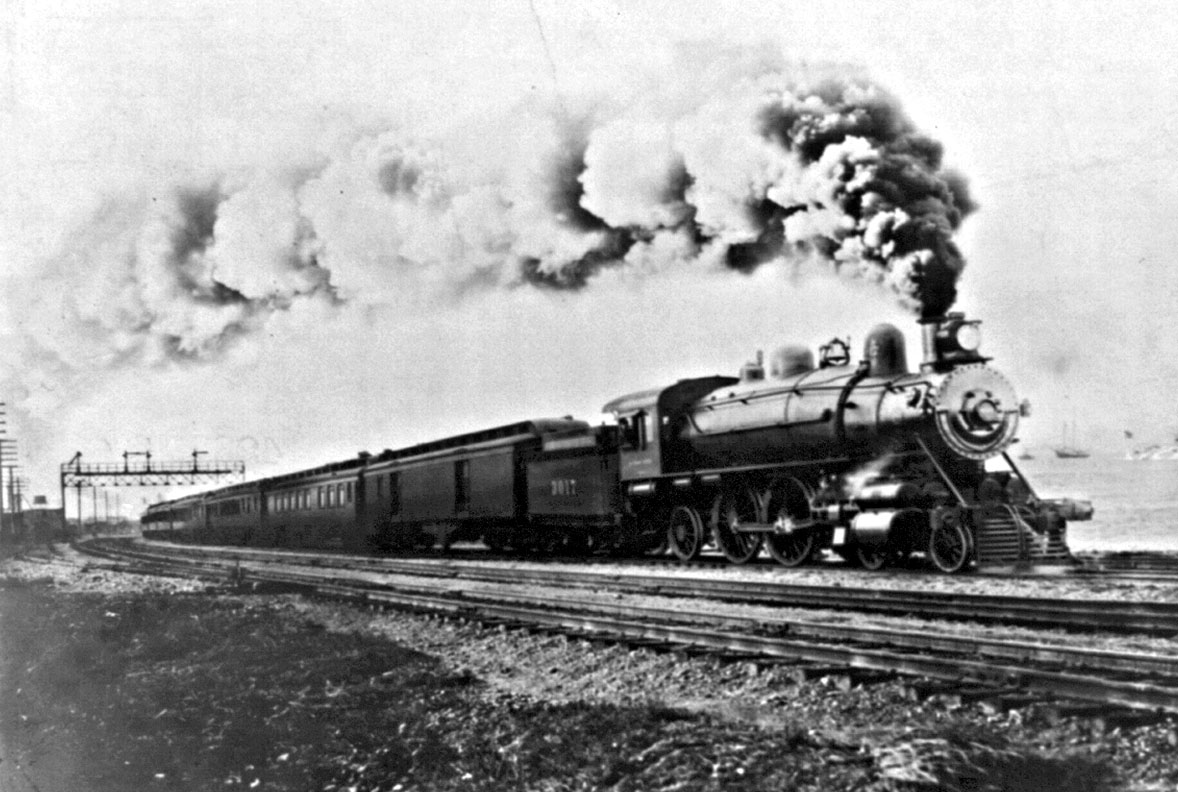
Az Overland Limited elhagyja a Sixteenth Street Station nevű állomást Oaklandben (1906)

Az Overland Route a Union Pacific Railroad és a Central Pacific Railroad / Southern Pacific Railroad által közösen üzemeltetett vasútvonal volt Council Bluffs (Iowa) / Omaha, Nebraska és San Francisco, Kalifornia között, az 1869. május 10-én megnyitott első transzkontinentális vasútvonal (más néven a "Csendes-óceáni Vasút") vonalán. A vonalon közlekedő személyvonatok közé tartozott az Overland Flyer, amelyet később Overland Limitedre neveztek át, és amely Chicagóval is összeköttetést biztosított. Bár ezek a személyszállító vonatok már nem közlekednek, az Overland Route továbbra is az Észak-Kaliforniától Chicagóig tartó, ma már teljes egészében a Union Pacific tulajdonában lévő vonal általános elnevezése.

## Története
A név a Central Overland Route-ra utal, amely egy postakocsi-vonal volt, amelyet az Overland Mail Company üzemeltetett a Utah állambeli Salt Lake City és a nevadai Virginia City között 1861 és 1866 között, amikor a Wells Fargo & Company átvette a postakocsi üzemeltetését. A Wells Fargo három évvel később megszüntette ezt a postakocsi-szolgáltatást.
Míg a Council Bluffs/Omaha és San Francisco közötti "Pacific Railroad" útvonalat 1869-ben nyitották meg, az "Overland" elnevezést hivatalosan csak majdnem két évtizeddel később fogadták el az útvonalon közlekedő napi különvonatokra, amikor a Union Pacific 1887. november 13-án elindította az Overland Flyer nevű járatát Omaha és a Utah állambeli Ogden között, ahol az utasok és az átmenő kocsik átkerültek a Southern Pacifichez, amely 1885-ben 99 évre szóló bérleti szerződés keretében vette át a CPRR üzemeltetését ezen a vonalon. Az UP 1895. november 17-én Overland Limitedre változtatta meg az elnevezést, és a szolgáltatás majdnem hét évtizeden keresztül napi vonatként, ilyen vagy olyan formában folyt ezen a néven. Az első tizenkét évben, amikor az SP találkozott az UP Overland vonataival, az UP azonban "Ogden Gateway Route"-nak nevezte a szolgáltatását, és a nyugati irányba közlekedő vonatokat Pacific Express, a kelet felé tartó vonatokat pedig Atlantic Express néven közlekedtette, mielőtt végül 1899-ben az Overland Limited nevet vette fel a saját szakaszára is.
Az Omahától San Franciscóig tartó útvonal eredeti 1911 mérföldes (3075 km) szakasza az észak-amerikai kontinens nyugati kétharmadának legeldugottabb (és egyben legfestőibb) tájain haladt keresztül. Míg a korai, alacsony viteldíjú, a kivándorlókat szállító vonatoknak eredetileg egy teljes hétig (vagy még tovább) tartott az út, addig 1906-ra a villanyvilágítású, teljesen Pullman Overland Limited mindössze 56 óra alatt tette meg az utat.
E. H. Harriman 1897-ben megvásárolta a csődbe ment Union Pacific-et; 1901-ben átvette a Central Pacific és a Southern Pacific irányítását is. Az Overland Route átépítése következett: több száz mérföldnyi dupla vágány, több száz mérföldnyi jelző, és több tucatnyi átépítés a lejtők és az ívek terén a távolság csökkentése érdekében. (Az átépítés valójában már a CP/SP felvásárlása előtt elkezdődött - a Trains 1969. májusi számában található térkép szerint a Howell és Bossler közötti útvonalat már 1899-ben átépítették).
1926-ra az UPRR útvonala Council Bluffs/Omaha és Ogden között teljes hosszában kétvágányúvá vált, kivéve az Aspen alagutat (Evanstontól keletre, Wyoming államban), amely 1949-ig szűk keresztmetszet maradt. Az útvonal CPRR/SPRR része szintén nagyrészt kétvágányú volt ebben az időszakban, olyan projektek befejezésével, mint az 1909-es Hood átépítés Rocklin és Newcastle között, kettős alagútépítés a Sierra Grade mentén, beleértve Ciscót és a csúcsot (41-es alagút). Az 1924-es megállapodás után Nevadán át közös vágányokat használtak a Western Pacific Railroad Feather River Route-jával.
Az eredeti vasútvonal legfontosabb fejlesztései közé tartozott a Lucin Cutoff, egy teljesen új, 102,9 mérföldes (165,6 km) szakasz Ogdentől nyugatra Lucinig, néhány mérföldre keletre a nevadai határtól. Ez magában foglalt egy 12 mérföldes (19 km), fából készült cölöpökre épített, a Nagy-sóstó fölött átívelő hidat is. Az 1904-ben megnyitott vonal 43,8 mérföldet (70,5 km) vágott le a régi vonalból, 3919 foknyi ívet szüntetett meg, és 1515 láb (462 m) szintkülönbséget tett feleslegessé, így a legmeredekebb SP emelkedés Luciantól keletre mérföldenként 90 lábról 21 lábra csökkent.
Az 1860-as évekbeli eredeti pálya számos más szakaszát azonban nehezebb volt javítani, különösen a Sierra Nevada felett a kaliforniai Colfax és a nevadai Reno között. Az újabb második vágány itt-ott jobb nyomvonalat követ, de az eredeti útvonal alig változott (kivéve a fából készült hóakadályok eltávolítását, illetve azok nem gyúlékony betonra történő cserélését), egészen az 1993-as felhagyásig, amikor az 1. vágány 6,7 mérföldes, a csúcsot Norden és Eder között átszelő szakaszát, amely az eredeti, 1659 láb (506 m) hosszú csúcsalagutat (6. sz. alagút) is magában foglalta, felhagyták. A forgalmat ehelyett a könnyebben karbantartható 2-es vágányon és a "Nagy Lyuk" (41. sz.) nevű, 10 322 láb (3146 m) hosszú alagúton keresztül továbbították, amelyet a Júda-hegy alá vezettek a hágótól egy mérföldre délre, amikor a vonalnak ezt a részét 1925-ben kétvágányúvá építették át. Ezektől az átalakításoktól eltekintve a Sierra-vonalon a vonat utasai ugyanazt láthatják, mint az 1868-as megnyitásakor az első utazók.